# Sjónvarp Føroya
Sjónvarp Føroya (SvF) est une chaîne de télévision publique féroïenne, appartenant au groupe Kringvarp Føroya. Fondée en 1981, elle dessert l'ensemble des îles Féroé, archipel formant un territoire autonome du Danemark. Sa grille des programmes est composée de journaux télévisés, de dessins animés, de séries, de magazines et de documentaires. SvF émet en grande partie en féroïen, une langue appartenant à la branche occidentale des langues scandinaves, et parlée par un peu moins de 80 000 locuteurs. Elle est membre associée du réseau Nordvision, qui regroupe les chaînes de télévision publiques scandinaves.
La création d'une chaîne de télévision publique est envisagée dès 1969 par le parlement féroïen (Løgting), mais se heurte à des contraintes à la fois techniques et financières. Le projet revient sur le devant de la scène en 1978, et se concrétise en 1981, avec la fondation d'une entreprise publique baptisée Sjónvarp Føroya (Télévision Féroïenne; « Sjónvarp » peut être rapproché de l'islandais « Sjónvarpið », qui a le même sens), distincte de Útvarp Føroya (Radio Féroïenne). Les moyens sont limités, et c'est dans un ancien magasin de meuble de Tórshavn, la capitale du territoire, qu'est aménagé le premier studio de la chaîne en 1983. Une transmission expérimentale est menée le 1er avril 1984, et après une courte période de tests, SvF commence à émettre ses programmes réguliers le 1er septembre de cette même année. En 1990, elle se dote de nouveaux locaux.
En 2005, Sjónvarp Føroya et Útvarp Føroya fusionnent pour former une nouvelle entreprise, Kringvarp Føroya. Le personnel de SvF était composé, au milieu des années 2000, d'une cinquantaine de personnes.
SvF émet neuf heures par jour, commençant ses émissions en milieu d'après-midi et cessant d'émettre peu après minuit. La grille des programmes peut être modifiée en fonction des événements (retransmissions sportives, jeux olympiques, informations urgentes, alertes météo). Bien que la chaîne ne soit disponible qu'aux îles Féroé, elle peut-être regardée sur internet.
La loi féroïenne oblige SvF à diffuser au moins un tiers de ses programmes en féroïen, le reste de la programmation, en danois sous-titré, est fourni par la télévision publique danoise, Danmarks Radio. En 2003, 27 % des émissions de SvF étaient en féroïen, essentiellement des journaux télévisés, des programmes de divertissement et des émissions pour les enfants. Le financement de la chaîne est obtenu par une redevance audiovisuelle, couplée à des publicités et une taxe sur les jeux de hasard.

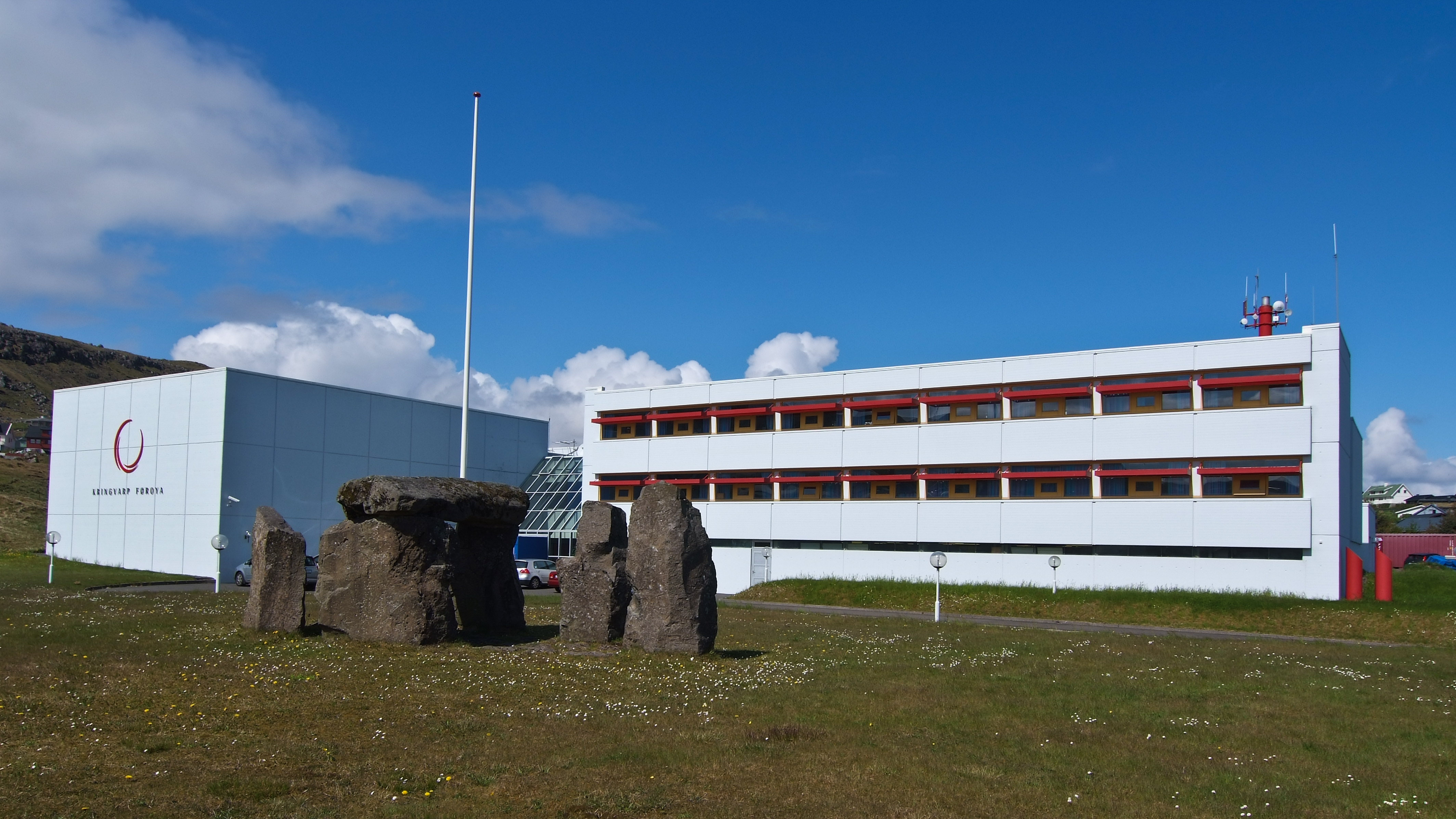
Le siège de la Sjónvarp Føroya (SvF).